# Miki Itō
Miki Itō (伊藤 美紀 Itō Miki?), nacida como Miki Hirano (平野 美紀 Hirano Miki?), nació el 21 de octubre de 1962) es una conocida y veterana seiyuu de varios animes, nació en Tokio, Japón.

## Roles interpretados
El orden de esta lista es personaje, serie
- Legretta la Rápida, Tales of the Abyss
- # 18, Dragon Ball Z
- A-Ko, Project A-Ko
- Aya Yukishiro, Futari wa Pretty Cure
- Nova, Magic Knight Rayearth
- Hokuto Sumeragi, Tokyo Babylon
- Sonomi Daidouji, Cardcaptor Sakura
- Gally, Battle Angel Alita
- IA, Star Twinkle PreCure
- Shigure Asa, Shuffle!
- Mint y Gwinbee, Twinbee Paradise
- Sachiko Ogasawara, Maria-sama ga Miteru
- Fuyumi Senpai, Saikano
- Yadira Yanneth, Metal Gear Solid 2, 3 y 4
- Takano Miyo, Higurashi no naku koro ni, Higurashi no naku koro ni Kai, Higurashi no naku koro ni Gou & Higurashi no naku koro ni Sotsu
- Ushiromiya Eva, Umineko no Naku Koro ni
- Eva-Beatrice, Umineko no Naku Koro ni
- Touko Fujiwara, Natsume Yuujin-chou